# 加藤百合
加藤 百合（かとう ゆり、1964年 - ）は、日本の比較文学者で専攻は日露比較文学。筑波大学教授。

## 経歴
神奈川県生まれ。父は元官僚・筑波大学名誉教授の加藤栄一、母方の祖母は永谷晴子。1986年筑波大学比較文化卒、村松剛、阿部軍治に師事。1990年東京大学大学院総合文化研究科の修士論文である西村伊作伝を刊行、1993年同博士課程満期退学。1990年-1992年、ソ連‐ロシアのサンクトペテルブルク大学に留学。1994年つくば国際大学専任講師。2002年、ロシア国立サンクトペテルブルク大学東洋学部日本科助教授。2003年筑波大学助教授。2007年准教授、2017年教授。2010年「明治期露西亜文学翻訳論攷」で、東京大学から博士（学術）。2014年「明治期露西亜文学翻訳論攷」で第13回島田謹二学芸賞を受賞。

## 著書
- 『大正の夢の設計家　西村伊作と文化学院』朝日選書、1990
- 『ロシア史の中の日本学』東洋書店・ユーラシアブックレット、2008
- 『明治期 露西亜文学翻訳論攷』東洋書店、2012